# Freakonomics
Freakonomics: een tegendraadse econoom ontdekt de verborgen kant van bijna alles is een oorspronkelijk in 2005 onder de Engelstalige titel Freakonomics: A Rogue Economist Explores the Hidden Side of Everything uitgebracht boek geschreven door de econoom Steven Levitt en de journalist Stephen J. Dubner. Het boek heeft geen duidelijk te omlijnen thema, maar kenmerkt zich vooral door een eigenzinnige kijk op een breed aantal onderwerpen, van (de oorzaken van) criminaliteit tot de keuze van ouders voor een naam voor hun kind.
Wereldwijd zijn meer dan vier miljoen exemplaren van het boek verkocht. In 2009 verscheen SuperFreakonomics, een vervolg op Freakonomics.

## Weblog en verfilming
Na het verschijnen van het boek startten de auteurs de gelijknamige weblog 'Freakonomics', eerst op de site van The New York Times en later op een eigen domein. In 2010 werd het boek verfilmd en in 2011 zond de Nederlandse omroep VPRO de documentaire uit.

## Trivia
- Het VPRO-programma Jansen en Janssen (2007) is op Freakonomics geïnspireerd.